# Río Glijaya Vilva
El río Glijaya Vilva (del ruso: Глуха́я Ви́льва) es un río de Rusia. Es un afluente por la izquierda del río Yazva, que es un tributario del Víshera, subafluente del Volga (a cuya cuenca hidrográfica pertenece) por el Kama.

## Geografía
El río discurre por territorio del krai de Perm. Tiene una longitud de 234 km y una cuenca de 1.740 km². nace en las vertientes occidentales de los Urales. Pasa por el territorio de los raiones de Solikamsk y Krasnovíshersk. desemboca en el Yazva a 38 km de su desembocadura.
Es de régimen nival. Sus aguas se encuentran bajo el hielo desde noviembre a abril. Es navegable en su curso inferior.